# Gaspar Agüero y Barreras
Gaspar Agüero y Barreras (* 15 februarie 1873 Camagüey; † 18 mai 1951 Havana) a fost un compozitor și pianist cubanez.